# کورتن‌هوف
کورتن‌هوف (به هلندی: Kortenhoef) یک منطقهٔ مسکونی در هلند است که در ویده‌میرن واقع شده‌است. کورتن‌هوف ۱۴٫۸۹ کیلومتر مربع مساحت و ۶٬۷۸۰ نفر جمعیت دارد.